# マーティン・キーオン
マーティン・キーオン （Martin Keown, 1966年7月24日 - ）は、イギリス・オックスフォード出身の元サッカー選手。元イングランド代表。ポジションはセンターバック。現在は、テレビの解説者。またアーセナルFCでコーチの資格を取得している。

## 経歴
読みの鋭さと、高さを武器に90年代のアーセナルの守備陣を支えた選手。彼とアダムス、ディクソン、ウィンターバーンで構成されたアーセナルの守備陣は「フェイマス4」と呼ばれた。イングランド代表でも活躍し、FIFAワールドカップ1998・2002のメンバーに選ばれた他、UEFA EURO 1992・2000のメンバーにも選ばれている。2005年に現役を引退。2012年よりイングランド9部リーグ・ウェンブリーFCに選手として加入。

## 代表歴

### 出場大会
- イングランド代表
  - 1998 FIFAワールドカップ
  - 2002 FIFAワールドカップ

### 試合数
- 国際Aマッチ 43試合 2得点（1992年-2002年）[3]

| イングランド代表 | 国際Aマッチ | 国際Aマッチ |
| 年               | 出場        | 得点        |
| ---------------- | ----------- | ----------- |
| 1992             | 9           | 1           |
| 1993             | 2           | 0           |
| 1994             | 0           | 0           |
| 1995             | 0           | 0           |
| 1996             | 0           | 0           |
| 1997             | 4           | 0           |
| 1998             | 4           | 0           |
| 1999             | 8           | 0           |
| 2000             | 9           | 1           |
| 2001             | 4           | 0           |
| 2002             | 3           | 0           |
| 通算             | 43          | 2           |